# Icius steelae
Icius steelae là một loài nhện trong họ Salticidae.
Loài này thuộc chi Icius. Icius steelae được Dmitri Viktorovich Logunov miêu tả năm 2004.